# People's Choice Awards 2011
La 37ª edizione dei People's Choice Awards si è svolta il 5 gennaio 2011 al Nokia Theatre di Los Angeles. Lo show, andato in onda sul canale statunitense CBS, è stato presentato da Queen Latifah.

In seguito sono elencati le categorie con il relativo vincitore, indicato in grassetto.

## Cinema

### Film

#### Film preferito
- The Twilight Saga: Eclipse, regia di David Slade
- Alice in Wonderland, regia di Tim Burton
- Inception, regia di Christopher Nolan
- Iron Man 2, regia di Jon Favreau
- Toy Story 3 - La grande fuga (Toy Story 3), regia di Lee Unkrich

#### Film drammatico preferito
- The Twilight Saga: Eclipse
- Alice in Wonderland
- Dear John, regia di Lasse Hallström
- Inception
- The Social Network, regia di David Fincher

#### Film commedia preferito
- Un weekend da bamboccioni (Grown Ups), regia di Dennis Dugan
- Appuntamento con l'amore (Valentine's Day), regia di Garry Marshall
- Easy Girl (Easy A), regia di Will Gluck
- Notte folle a Manhattan (Date Night), regia di Shawn Levy
- Sex and the City 2, regia di Michael Patrick King

#### Film per famiglie preferito
- Toy Story 3 - La grande fuga (Toy Story 3)
- Cattivissimo me (Despicable Me), regia Pierre Coffin e Chris Renaud
- Dragon Trainer (How to Train Your Dragon), regia di Cressida Cowell
- The Karate Kid - La leggenda continua (The Karate Kid), regia di Harald Zwart
- Shrek e vissero felici e contenti (Shrek Forever After), regia di Mike Mitchell

#### Film d'azione preferito
- Iron Man 2
- Kick-Ass, regia di Matthew Vaughn
- Prince of Persia - Le sabbie del tempo (Prince of Persia: The Sands of Time), regia di Mike Newell
- Robin Hood, regia di Ridley Scott
- Salt, regia di Phillip Noyce

#### Film horror preferito
- Nightmare (A Nightmare on Elm Street), regia di Samuel Bayer
- Blood Story (Let Me In), regia di Matt Reeves
- La città verrà distrutta all'albra (The Crazies), regia di Breck Eisner
- Resident Evil: Afterlife, regia di Paul W. S. Anderson
- L'ultimo esorcismo (The Last Exorcism), regia di Daniel Stamm

### Recitazione

#### Attore preferito in un film
- Johnny Depp
- Leonardo DiCaprio
- Robert Downey Jr.
- Taylor Lautner
- Robert Pattinson

#### Attrice preferita in un film
- Kristen Stewart
- Jennifer Aniston
- Katherine Heigl
- Angelina Jolie
- Julia Roberts

#### Star preferita di un film d'azione
- Jackie Chan
- Bradley Cooper
- Robert Downey Jr.
- Jake Gyllenhaal
- Angelina Jolie

#### Star preferita di un film commedia
- Steve Carell
- Drew Barrymore
- Tina Fey
- Will Ferrell
- Adam Sandler

#### Star preferita under 25
- Zac Efron
- Vanessa Hudgens
- Robert Pattinson
- Kristen Stewart
- Emma Watson

#### Team preferito in un film
- Robert Pattinson, Kristen Stewart e Taylor Lautner – The Twilight Saga: Eclipse
- Leonardo DiCaprio, Joseph Gordon-Levitt, Ellen Page, Tom Hardy e Dileep Rao – Inception
- Robert Downey Jr. e Don Cheadle – Iron Man 2
- Jaden Smith e Jackie Chan – The Karate Kid - La leggenda continua (The Karate Kid)
- Tina Fey e Steve Carell – Notte folle a Manhattan (Date Night)

## Televisione

### Programmi

#### Serie TV drammatica preferita
- Dr. House - Medical Division (House, M.D.)
- The Good Wife
- Gossip Girl
- Grey's Anatomy
- The Vampire Diaries

#### Serie TV commedia preferita
- Glee
- The Big Bang Theory
- Due uomini e mezzo (Two and a Half Men)
- How I Met Your Mother
- Modern Family

#### Serie TV crime drama preferita
- Lie to Me
- Bones
- Criminal Minds
- Law & Order - Unità vittime speciali (Law & Order: Special Victims Unit)
- NCIS (NCIS)

#### Serie TV sci-fi/fantasy preferita
- Fringe
- Smallville
- Supernatural
- True Blood
- The Vampire Diaries

#### Film TV preferito
- Camp Rock 2: The Final Jam, regia di Paul Hoen
- iCarly – Episodio: iPsycho, regia di Steve Hoefer
- Un principe in giacca e cravatta (Beauty & the Briefcase), regia di Gil Junger
- La rivincita delle damigelle (Revenge of the Bridesmaids), regia di Jim Hayman
- StarStruck - Colpita da una stella (Starstruck), regia di Michael Grossman

#### Competition show preferito
- American Idol
- America's Got Talent
- Dancing With The Stars (Ballando con le stelle)
- Hell's Kitchen
- So You Think You Can Dance

#### Ossessione preferita
- Dexter
- Burn Notice - Duro a morire (Burn Notice)
- Pretty Little Liars
- True Blood
- White Collar

#### "Piacere proibito" preferito
- Al passo con i Kardashian (Keeping Up with the Kardashians)
- Jersey Shore
- Kathy Griffin: My Life on the D-List
- The Real Housewives of New Jersey
- Tosh.O

#### Nuova serie TV drammatica preferita
- Hawaii Five-0
- Blue Bloods
- Chase
- The Defenders
- Detroit 1-8-7
- The Event
- Hellcats
- Law & Order: LA
- Nikita
- No Ordinary Family

#### Nuova serie TV commedia preferita
- $#*! My Dad Says
- Aiutami Hope! (Raising Hope)
- Better with You
- Mike & Molly
- Outsourced
- Running Wilde

### Recitazione e conduzione

#### Attore preferito in una serie TV drammatica
- Hugh Laurie
- Chace Crawford
- Patrick Dempsey
- Taye Diggs
- Ian Somerhalder

#### Attrice preferita in una serie TV drammatica
- Lisa Edelstein
- Blake Lively
- Julianna Margulies
- Sandra Oh
- Kate Walsh

#### Attore preferito in una serie TV commedia
- Neil Patrick Harris
- Alec Baldwin
- Steve Carell
- Matthew Morrison
- Jim Parsons

#### Attrice preferita in una serie TV commedia
- Jane Lynch
- Courteney Cox
- Tina Fey
- Alyson Hannigan
- Eva Longoria

#### Conduttore/conduttrice di talk show preferito
- Conan O'Brien
- Ellen DeGeneres
- Chelsea Handler
- George Lopez
- Oprah Winfrey

#### Chef preferito/a
- Rachael Ray
- Paula Deen
- Bobby Flay
- Jamie Oliver
- Gordon Ramsay

#### Guest star preferita
- Demi Lovato – Grey's Anatomy
- Neil Patrick Harris – Glee
- Britney Spears – Glee
- Carrie Underwood – How I Met Your Mother
- Betty White – Community

#### "Crime Fighter" preferito
- Tim Roth – Lie to Me
- Simon Baker – The Mentalist
- Emily Deschanel – Bones
- Mariska Hargitay – Law & Order - Unità vittime speciali (Law & Order: Special Victims Unit)
- Mark Harmon – NCIS (NCIS)

#### Dottore preferito
- Gregory House (Hugh Laurie)
- Meredith Grey (Ellen Pompeo)
- Derek Shepherd (Patrick Dempsey)
- James Wilson (Robert Sean Leonard)
- Cristina Yang (Sandra Oh)

#### Famiglia preferita
- Famiglia Simpson – I Simpson
- Famiglia Griffin – I Griffin
- Famiglia Harper – Due uomini e mezzo
- Famiglia Pritchett/Dunphy – Modern Family
- Famiglia Scavo – Desperate Housewives

## Musica

### Artista maschile preferito
- Eminem
- Michael Bublé
- Enrique Iglesias
- Tim McGraw
- Usher

### Artista femminile preferita
- Katy Perry
- Lady Gaga
- Pink
- Taylor Swift
- Carrie Underwood

### Rock band preferita
- Paramore
- Daughtry
- Linkin Park
- Maroon 5
- Nickelback

### Artista pop preferito/a
- Rihanna
- Beyoncé Knowles
- Lady Gaga
- Katy Perry
- Pink

### Artista country preferito/a
- Taylor Swift
- Rascal Flatts
- Lady Antebellum
- Carrie Underwood
- Keith Urban

### Artista R&B preferito/a
- Usher
- Mary J. Blige
- Alicia Keys
- Beyoncé Knowles
- Ne-Yo

### Artista hip-hop preferito/a
- Eminem
- Drake
- Jay-Z
- Ludacris
- Snoop Dogg

### Nuovo/a artista preferito/a
- Selena Gomez & the Scene
- Justin Bieber
- B.o.B
- Kesha
- Bruno Mars

### Canzone preferita
- Love the Way You Lie – Eminem feat. Rihanna
- Airplanes – B.o.B feat. Hayley Williams
- California Gurls – Katy Perry feat. Snoop Dogg
- OMG – Usher feat. will.i.am
- Telephone – Lady Gaga feat. Beyoncé Knowles

### Video musicale preferito
- Love the Way You Lie – Eminem feat. Rihanna
- Baby – Justin Bieber feat. Ludacris
- Teenage Dream – Katy Perry
- Telephone – Lady Gaga feat. Beyoncé Knowles
- Waka Waka (This Time for Africa) – Shakira